# Willie Overtoom
Willie Overtoom (Bertoua, Camerún, 2 de septiembre de 1986) es un futbolista neerlandés-camerunés. Juega de centrocampista y su equipo actual es el Heracles Almelo de la Eredivisie de Holanda. 

## Trayectoria
Overtoom nació en Bertoua, Camerún y vivió allí tres años antes de mudarse a Holanda, con su padre neerlandés y su madre camerunesa.
Allí en el año 2005 comenzó a formar parte del primer equipo del AZ Alkmaar, aunque no consiguió debutar profesionalmente. En el 2006 Overtoom fue cedido por un año al Telstar de la Eerste Divisie, donde consiguió debutar profesionalmente. Tras su regreso, fue adquirido durante un año por el HVV Hollandia, un club de fútbol amateur, por lo cual esta etapa de su carrera no es relevante.
En el año 2008 llegó al Heracles Almelo, donde permanece aún, habiendo jugando 121 encuentros y marcado 30 goles.

## Selección nacional
Pese a que Overtoom formó parte de varias selecciones juveniles de los Países Bajos, nunca fue convocado a la selección mayor, por lo cual en 2011 comenzó a gestionar su pasaporte camerunés para poder formar parte en un futuro de la selección mayor de Camerún.

## Clubes
| Club                    | País         | Año       |
| ----------------------- | ------------ | --------- |
| AZ Alkmaar              | Países Bajos | 2005-2007 |
| Telstar (cedido)        | Países Bajos | 2006-2007 |
| HVV Hollandia (amateur) | Países Bajos | 2007-2008 |
| Heracles Almelo         | Países Bajos | 2008-     |